# Dront (flygplan)
Dront var ett svenskt skol- och spaningsflygplan.
Under våren 1919 sponsrade tidningen Dagens Nyheter och Svenska Aeronautiska Sällskapet en flyguppvisning på Gärdet i Stockholm med de två österrikiska mästerflygarna Edmund Sparmann och Max Perini. De kom flygande till Sverige via Köpenhamn från Wien i ett varsitt Phönix flygplan.
Efter uppvisningen köpte Thulinverken de båda flygplanen. Sparmann, som flög det tvåsitsigta enmotorigta dubbeldäckade spaningsplanet Phönix C.I, anställdes även som flygare vid Thulinverken. Flygplanet registrerades som S-AAA och blev därmed Sveriges första civilregistrerade flygplan i luftfartygsregistret. Sedan Sparmann hade genomfört ett antal demonstrationer och uppvisningar runt om i landet såldes flygplanet till Flygkompaniet i oktober 1919. Flygplanet mättes upp och ritades av för att kunna kopieras vid FVM, där det tillverkades i flera olika versioner med några olika motoralternativ. Tre serier om tio flygplan tillverkades. Flygplanet kom i Sverige att bli känt under namnet Dronten. Detta namn, som härstammar från en sedan länge utdöd, icke flygande duvfågel, hittade Gösta von Porat på. 20 maj 1920 inleddes tillverkningen av delar till tio flygplan men man monterade endast sex flygplan. 21 februari 1921 genomfördes provflygningar med den första svensktillverkade kopian. Flygutprovningen visade att den svenska kopian inte riktigt nådde upp till originalets prestanda. Till kopian användes tyngre virke och vissa förstärkningar var inbyggda i vingställ och flygplanskropp, dessutom var motorn tyngre och något svagare. Vid leveransen till flygkompaniet fick flygplanet den formella typbeteckningen E 1 där E betydde Eskort. Flygplanet kom huvudsakligen att användas som spaningsplan och senare även som avancerat övnings- och attackplan.
9 oktober 1921 beställdes ytterligare tio Dront från FVM. Ordern utökades 7 september 1923 med tio flygplan till. Det sista tillverkade flygplanet levererades under november 1925 till flygkompaniet. Ett flygplan togs under hösten 1925 till FVM, där man använde flygplanet som prototyp för en motorinstallation med en 300 hk Hispano Suiza motor. Flygproven visade att flygplanet blev 30 km/h snabbare än E 1 och en tillverkning en sista serie om tio flygplan inleddes. Det första flygplanet i serien levererades i juni 1926 under betecknades E 2.
När Flygvapnet bildades 1 juli 1926 överfördes sexton kvarvarande E 1 från flygkompaniet. Flygplanen gavs typbeteckningen Ö 4 och placerades som övningsflygplan på F 5 Ljungbyhed och Malmen där man använde typen till dubbelkommandoövningar, ett flygplan tillfördes Stabens flygavdelning (SFA) på Barkarby. E 2 gavs typbeteckningen A 1 och stationeradeas på F 3 Malmen för användning vid spanarskolan. Flygplanen kom efterhand att överföras som lån till F 4 Frösön. När flottiljerna tillfördes nya flygplan överfödes kvarvarande Drontar till Ljungbyhed där den slutligen togs ur tjänst aktiv 1930, de sista flygplanen kasserades definitivt vårvintern 1932. En A 1 var kvar i tjänst fram till 1935 vid F 1 Hässlö. 
Två havererade flygplan reparerades och försågs med en motor av typen Isotta Fraschini 1928. Dessa två flygplan fick typbeteckningen Ö 5 och kallades populärt för Isotta-Dront. Flygplanen fick en relativt kort tjänsteperiod och avfördes 1929 respektive 1930.
Flygplanen kunde beväpnas med en framåtriktad 8 mm ksp, samt en rörlig 8 mm ksp monterad i en ringlavett i bakre sittbrunnen, dessutom kunde 120 kilo bomber hängas under vingarna.

## Varianter
- Phönix C.I - Urdronten fabrikstillverkad Phönix C.I med 230 hk Hieromotor, 1 st
- E 1 Dront - Ö 4 med 220 hk Benzmotor, 30 st
- E 2 - A 1 300 hk Hispanomotorer, 11 st inklusive en ombyggd E 1
- Ö 5 - kallades populärt för Isotta-Dront med 250 hk Isotta-Fraschinimotorer, 2 st